# Hawaiorchestia hawaiiensis
Hawaiorchestia hawaiiensis är en kräftdjursart som först beskrevs av James Dwight Dana 1853.  Hawaiorchestia hawaiiensis ingår i släktet Hawaiorchestia och familjen tångloppor. Inga underarter finns listade i Catalogue of Life.